# Nuguria-Inseln
Die Nuguria-Inseln (auch Nukuria, Abgarris, Faed- oder Feadinseln) sind eine Inselgruppe im Pazifischen Ozean. Sie befinden sich 200 km nordöstlich von Neuirland und bestehen aus zwei Atollen, dem größeren Nuguria und dem kleineren Malum, das von der Nordwestspitze des Nukuria-Atolls 4 km entfernt liegt und von diesen durch tieferes Wasser getrennt ist, sowie der kleinen Insel Sable Island im Süden. Die Inselgruppe weist insgesamt eine Landfläche von rund 10 km² auf. Die insgesamt rund 500 Einwohner siedeln alle im südlichen Nuguria-Atoll; das kleinere Malum-Atoll ist unbewohnt.
Die Nuguria-Inseln gehören zu Papua-Neuguinea und sind damit politisch ein Teil Melanesiens. Administrativ gehören sie zum Atolls Local Level Government des North Bougainville Districts in der autonomen Region Bougainville. Kulturell zählen die Atolle auf Grund der polynesischstämmigen Bevölkerung zu den Exklaven Polynesiens, welche außerhalb des polynesischen Dreiecks liegen.
Die Inseln wurden 1822 von dem amerikanischen Walfangschiff Abgarris für die westliche Welt entdeckt, 1826 von dem britischen Händler Renneck wiedergefunden und Fead Island (deutsch: Feadinseln) genannt.
Während der deutschen Kolonialzeit befanden sich größere Kokosplantagen und Handelsstationen der Hamburger Südsee Aktien- Gesellschaft (ehemals E. E. Forsayth & Co.) auf den Inseln.